# 臺灣電影提名奧斯卡最佳國際影片獎競賽列表

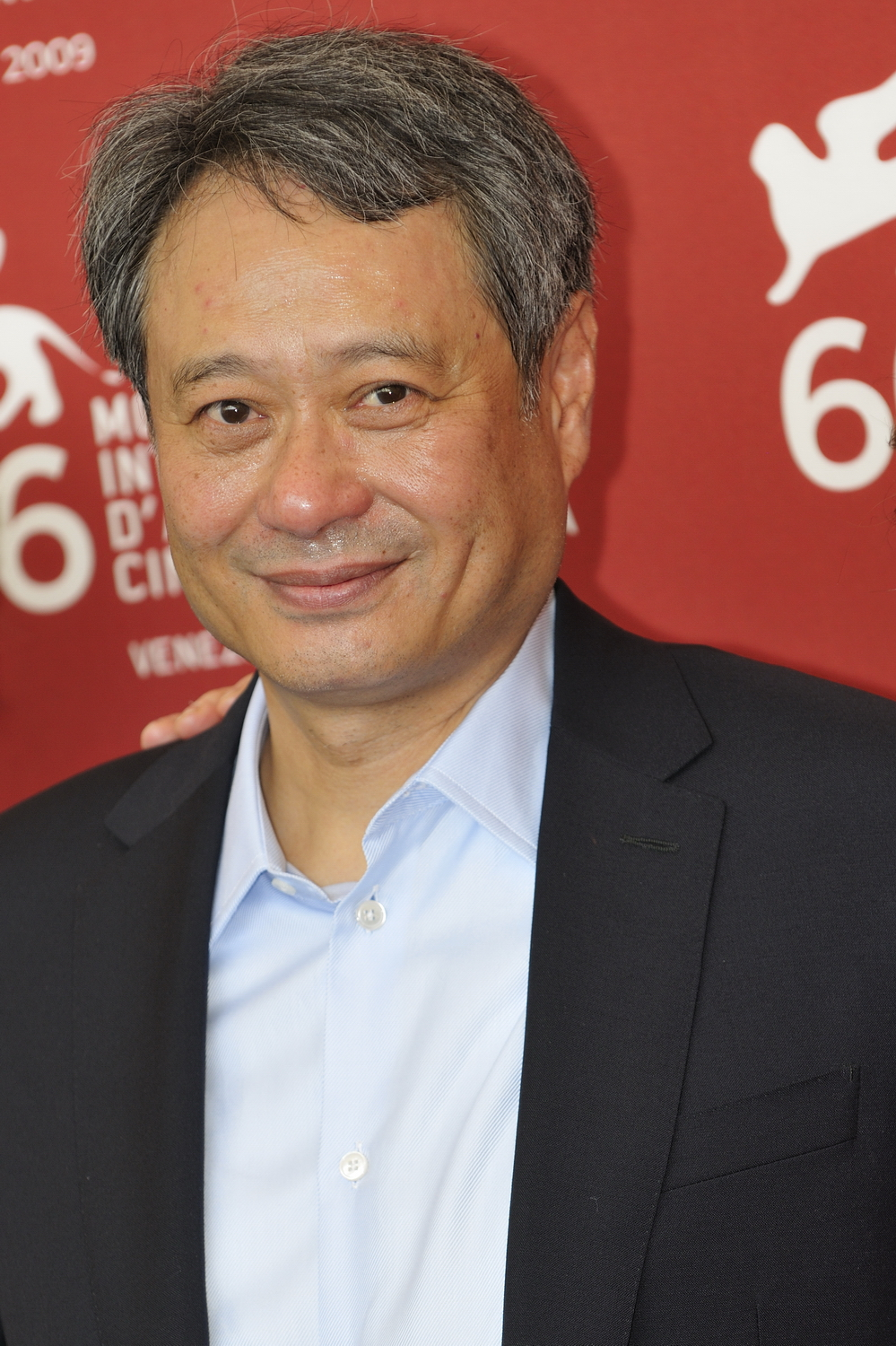
李安的電影于1993、1994和2000年獲得奧斯卡最佳外語片獎提名，並贏得後者。

中華民國（臺灣）自1957年就呈交電影至奧斯卡最佳國際影片獎。該獎項由美國電影藝術與科學學院每年頒發給主要包含非英語對白的非美國製作電影長片。自1956年以來，一項學院功績獎競賽，被稱之爲最佳外語片獎，此獎專門設立給非英語電影，並且每年都會頒發一次。該獎項原名為「奧斯卡最佳外語片獎」，但學院認為「外語」該詞已過時，所以於2019年4月更名為「最佳國際影片獎」。
美國電影藝術與科學學會允許中國大陸、香港和臺灣作爲獨立個體，每年可以分別呈交一部電影給學院，而臺灣則是最早參加獎項。
截至2017年，臺灣一共呈交43部電影給奧斯卡最佳外語片獎，當中有3部電影獲得提名，而其中《臥虎藏龍》贏得獎項。八名導演曾將多部電影呈交給學院審查。導演李行、陳坤厚、侯孝賢、李安和鍾孟宏有三部電影被選中，而丁善璽、張艾嘉、蔡明亮和魏德聖有兩部被選中。

## 列表
| 年度 (奧斯卡獎) | 片名                           | 導演           | 結果       |
| --------------- | ------------------------------ | -------------- | ---------- |
| 1957 第30屆     | 《阿美娜》                     | 袁叢美         | 未提名     |
| 1964 第37屆     | 《情人石》                     | 潘壘           | 未提名     |
| 1966 第39屆     | 《啞女情深》                   | 李行           | 未提名     |
| 1972 第45屆     | 《秋決》                       | 李行           | 未提名     |
| 1976 第49屆     | 《八百壯士》                   | 丁善璽         | 未提名     |
| 1980 第53屆     | 《六朝怪談》                   | 王菊金         | 未提名     |
| 1981 第54屆     | 《假如我是真的》               | 王童           | 未提名     |
| 1982 第55屆     | 《辛亥雙十》                   | 丁善璽         | 未提名     |
| 1983 第56屆     | 《小畢的故事》                 | 陳坤厚         | 未提名     |
| 1984 第57屆     | 《老莫的第二個春天》           | 李佑寧         | 未提名     |
| 1985 第58屆     | 《我這樣過了一生》             | 張毅           | 未提名     |
| 1986 第59屆     | 《唐山過台灣》                 | 李行           | 未提名     |
| 1987 第60屆     | 《桂花巷》                     | 陳坤厚         | 未提名     |
| 1988 第61屆     | 《春秋茶室》                   | 陳坤厚         | 未提名     |
| 1989 第62屆     | 《悲情城市》                   | 侯孝賢         | 未提名     |
| 1990 第63屆     | 《客途秋恨》                   | 許鞍華         | 未提名     |
| 1991 第64屆     | 《牯嶺街少年殺人事件》         | 楊德昌         | 未提名     |
| 1992 第65屆     | 《暗戀桃花源》                 | 賴聲川         | 未提名     |
| 1993 第66屆     | 《喜宴》                       | 李安           | 提名       |
| 1994 第67屆     | 《飲食男女》                   | 李安           | 提名       |
| 1995 第68屆     | 《超級大國民》                 | 萬仁           | 未提名     |
| 1996 第69屆     | 《今天不回家》                 | 張艾嘉         | 未提名     |
| 1997 第70屆     | 《我的神經病》                 | 王小棣         | 未提名     |
| 1998 第71屆     | 《海上花》                     | 侯孝賢         | 未提名     |
| 1999 第72屆     | 《天馬茶房》                   | 林正盛         | 未提名     |
| 2000 第73屆     | 《臥虎藏龍》                   | 李安           | 獲獎       |
| 2001 第74屆     | 《運轉手之戀》                 | 張華坤、陳以文 | 未提名     |
| 2002 第75屆     | 《美麗時光》                   | 張作驥         | 未提名     |
| 2003 第76屆     | 《不散》                       | 蔡明亮         | 未提名     |
| 2004 第77屆     | 《20 30 40》                   | 張艾嘉         | 未提名     |
| 2005 第78屆     | 《天邊一朵雲》                 | 蔡明亮         | 未提名     |
| 2006 第79屆     | 《深海》                       | 鄭文堂         | 未提名     |
| 2007 第80屆     | 《練習曲》                     | 陳懷恩         | 未提名     |
| 2008 第81屆     | 《海角七號》                   | 魏德聖         | 未提名     |
| 2009 第82屆     | 《不能沒有你》                 | 戴立忍         | 未提名     |
| 2010 第83屆     | 《艋舺》                       | 鈕承澤         | 未提名     |
| 2011 第84屆     | 《賽德克·巴萊》                | 魏德聖         | 入選短名單 |
| 2012 第85屆     | 《逆光飛翔》                   | 張榮吉         | 未提名     |
| 2013 第86屆     | 《失魂》                       | 鍾孟宏         | 未提名     |
| 2014 第87屆     | 《冰毒》                       | 趙德胤         | 未提名     |
| 2015 第88屆     | 《刺客聶隱娘》                 | 侯孝賢         | 未提名     |
| 2016 第89屆     | 《只要我長大》                 | 陳潔瑤         | 未提名     |
| 2017 第90屆     | 《日常對話》                   | 黃惠偵         | 未提名     |
| 2018 第91屆     | 《大佛普拉斯》                 | 黃信堯         | 未提名     |
| 2019 第92屆     | 《誰先愛上他的》               | 徐譽庭、許智彥 | 未提名     |
| 2020 第93屆     | 《陽光普照》                   | 鍾孟宏         | 入選短名單 |
| 2021 第94屆     | 《瀑布》                       | 鍾孟宏         | 未提名     |
| 2022 第95屆     | 《該死的阿修羅》               | 樓一安         | 未提名     |
| 2023 第96屆     | 《關於我和鬼變成家人的那件事》 | 程偉豪         | 未提名     |
| 2024 第97屆     | 《老狐狸》                     | 蕭雅全         | 未提名     |

## 外部連結
- 官方奧斯卡獎數據庫 （页面存档备份，存于）
- 電影名單數據庫 （页面存档备份，存于）
- IMDb上奧斯卡 （页面存档备份，存于）的資料